# Аналіз Intention to treat
Принцип «intention-to-treat» (ITT, дослівний переклад: «як мали намір лікувати») — це підхід до аналізу результатів рандомізованих контрольованих досліджень, який базується на початковому призначенні лікування, а не на фактично отриманому лікуванні. ITT аналіз вважається золотим стандартом для оцінки результатів клінічних досліджень, оскільки він забезпечує неупереджене порівняння між групами лікування та відображає потенційні ефекти лікування в реальній клінічній практиці.

## Ключові характеристики
- Всі рандомізовані учасники включаються в аналіз, незалежно від того, чи дотримувались вони протоколу дослідження.
- Учасники аналізуються в тих групах, до яких вони були спочатку рандомізовані.
- Включає всіх учасників, навіть якщо вони:
  - Порушили протокол
  - Вибули з дослідження
  - Не дотримувались призначеного лікування
  - Отримали інше лікування

## Переваги
- Зберігає прогностичний баланс, створений початковою рандомізацією.
- Дає більш надійну оцінку ефективності лікування в реальних умовах.
- Мінімізує помилки I типу (хибнопозитивні результати).
- Зберігає розмір вибірки та статистичну потужність дослідження.

## Обмеження

### Консервативна оцінка ефекту лікування
- ITT аналіз зазвичай дає консервативну оцінку ефекту лікування через «розбавлення» результатів недотриманням протоколу
- Це може призвести до недооцінки ефективності лікування у пацієнтів, які дотримуються протоколу

### Проблеми з інтерпретацією
- Гетерогенність може виникнути, якщо в кінцевому аналізі змішуються пацієнти, які не дотримувалися протоколу, вибули та дотримувалися протоколу
- Інтерпретація може бути ускладнена, якщо велика частка учасників переходить до протилежних груп лікування

### Статистичні обмеження
- ITT аналіз більш схильний до помилок II типу (хибнонегативних результатів) через свій консервативний підхід

### Проблеми з відсутніми даними
- Повний ITT аналіз можливий лише за наявності повних даних про результати для всіх рандомізованих суб'єктів
- Відсутність даних може призвести до необхідності використання методів ампутації (заміна відсутніх значень «правдоподібними» оцінками), що вносить додаткові припущення.

### Обмежена оцінка ефективності
- ITT аналіз дає мало інформації про ефективність лікування у пацієнтів, які фактично його отримали
- Він оцінює ефект призначення лікування, а не ефект самого лікування

Незважаючи на ці обмеження, ITT аналіз залишається золотим стандартом для оцінки результатів клінічних досліджень через свою здатність зберігати переваги рандомізації та уникати упередженості.

## Приклад застосування аналізу за принципом ITT на основі гіпотетичного рандомізованого контрольованого дослідження

### Дизайн дослідження
- Мета: оцінити ефективність нового хірургічного втручання у порівнянні зі стандартним медикаментозним лікуванням для пацієнтів із серцево-судинними захворюваннями.
- Учасники: 200 пацієнтів
- Групи:
  - Група A (100 пацієнтів): хірургічне втручання + медикаментозне лікування
  - Група B (100 пацієнтів): тільки медикаментозне лікування (контроль)
- Первинна кінцева точка: смертність через 12 місяців

### Результати через 12 місяців
- Група A:
  - 15 пацієнтів померли до операції (протягом перших 3 тижнів)
  - 15 пацієнтів померли після операції
  - Загалом 30 смертей
- Група B:
  - 15 пацієнтів померли протягом перших 3 тижнів
  - 15 пацієнтів померли пізніше
  - Загалом 30 смертей

### Аналіз ITT
При застосуванні принципу ITT, всі рандомізовані пацієнти включаються в аналіз, незалежно від того, чи отримали вони призначене лікування.
- Ризик смерті в групі A: 30/100 = 0,3 або 30 %
- Ризик смерті в групі B: 30/100 = 0,3 або 30 %

Відносний ризик: 0,3 / 0,3 = 1,0

### Інтерпретація
Згідно з аналізом ITT, нове хірургічне втручання не показало переваги над стандартним медикаментозним лікуванням щодо зниження смертності (відносний ризик = 1,0).
Важливо зазначити, що цей аналіз включає всіх пацієнтів, навіть тих 15 у групі A, які померли до отримання хірургічного втручання. Це відображає реальну клінічну ситуацію та зберігає баланс, створений початковою рандомізацією.

## Реальний приклад ITT аналізу
Одним з реальних прикладів використання аналізу за принципом «intention-to-treat» (ITT) є клінічне випробування GLOBAL-LEADERS, результати якого були опубліковані у 2022 році.
GLOBAL-LEADERS — це відкрите рандомізоване клінічне дослідження, яке порівнювало дві стратегії антитромбоцитарної терапії після черезшкірного коронарного втручання:
1. Експериментальна стратегія деескалації: 1 місяць подвійної антитромбоцитарної терапії (DAPT), потім тикагрелор[невідомий термін] монотерапія протягом 23 місяців.
2. Стандартна терапія: 12 місяців DAPT, потім монотерапія аспірином протягом 12 місяців.

Первинною кінцевою точкою була комбінація смерті від усіх причин або нового інфаркту міокарда з зубцем Q через 24 місяці після процедури черезшкірного коронарного втручання.
У цьому дослідженні був проведений як ITT аналіз, так і аналіз per-protocol:
- ITT аналіз включав усіх рандомізованих пацієнтів, незалежно від їх прихильності до призначеного лікування.
- Per-protocol аналіз включав лише пацієнтів, які дотримувались призначеного протоколу лікування.

Результати показали:
1. ITT аналіз не виявив статистично значущої різниці між двома стратегіями лікування щодо первинної кінцевої точки.
2. Per-protocol аналіз показав статистично значуще покращення показника несприятливих клінічних подій у групі деескалації DAPT.

Цей приклад демонструє, як ITT аналіз може давати більш консервативну оцінку ефекту лікування порівняно з per-protocol аналізом, але при цьому зберігає переваги початкової рандомізації та відображає ефективність стратегії лікування в реальних умовах.

## Історія
Принцип ITT почав формуватися наприкінці 1940-х років, коли дослідники усвідомили важливість рандомізації для зменшення упередженості при розподілі учасників у клінічних випробуваннях. У 1950-х роках дослідники визнали, що нерандомізовані втрати учасників з початково рандомізованих груп призводили до упередженості розподілу. Концепція ITT почала широко застосовуватися з 1960-х років і стала загальноприйнятим принципом аналізу контрольованих клінічних випробувань. FDA вимагає повного ITT аналізу для схвалення лікарських засобів згідно з документом Департаменту охорони здоров'я та соціальних служб від 1996 року. Впровадження принципу CONSORT (Consolidated Standards of Reporting Trials) у 1996 році стало важливим кроком у заохоченні більш послідовного та ретельного звітування результатів рандомізованих клінічних випробувань, що сприяло ширшому прийняттю принципу ITT.

## Альтернативи ITT-аналізу

### Аналіз «as treated» (як лікували)
- Класифікує учасників дослідження відповідно до лікування, яке вони фактично отримали, а не того, яке їм було призначено.
- Підлягає впливу систематичних помилок так само, як і обсерваційне дослідження.

### Аналіз «per protocol» (згідно протоколу)[7]
- Включає лише тих учасників, які повністю дотримувались протоколу дослідження.
- Може бути доречним при аналізі побічних ефектів у дослідженнях лікарських засобів.
- Підлягає систематичній помилці відбору через переходи між групами та втрату учасників для подальшого спостереження.

### Модифікований ITT аналіз
- Дозволяє виключити деяких рандомізованих учасників з обґрунтованих причин (наприклад, тих, хто виявився невідповідним критеріям включення після рандомізації).
- Не має чітких стандартів застосування, що може призвести до плутанини та упередженості результатів.

Хоча ці альтернативи мають певні переваги в конкретних ситуаціях, ITT аналіз залишається золотим стандартом для оцінки результатів клінічних досліджень через його здатність зберігати переваги рандомізації та мінімізувати упередженість

## Стандарти, що описують ITT аналіз

### CONSORT Statement
CONSORT (Consolidated Standards of Reporting Trials) — це міжнародний стандарт для звітування про рандомізовані контрольовані дослідження. Він підтримує використання ITT аналізу та вимагає чіткого опису цього методу в публікаціях результатів досліджень.

### ICH E9 Guideline
Керівництво Міжнародної конференції з гармонізації (ICH) E9 «Statistical Principles for Clinical Trials» рекомендує використання ITT аналізу як основного підходу для оцінки ефективності в підтверджувальних клінічних дослідженнях.

### FDA Guidelines
Управління з контролю за харчами та медикаментами США (FDA) вимагає проведення ITT аналізу для схвалення лікарських засобів. Це зазначено в документі «The Format and Content of the Clinical and Statistical Sections of Applications».

### EMA Guidelines
Європейське агентство з лікарських засобів (EMA) також рекомендує використання ITT аналізу в своїх керівництвах з проведення клінічних досліджень. Ці стандарти та керівництва забезпечують узгоджений підхід до застосування ITT аналізу в клінічних дослідженнях та сприяють його широкому визнанню як золотого стандарту для оцінки результатів рандомізованих контрольованих досліджень.